# Grtovec
 Grtovec  falu Horvátországban Krapina-Zagorje megyében. Közigazgatásilag Budinščinához tartozik.

## Fekvése
Krapinától 24 km-re keletre, községközpontjától 4 km-re északnyugatra a Horvát Zagorje területén, az Ivaneci-hegység délkeleti lejtőin fekszik.

## Története
A településnek 1857-ben 291, 1910-ben 599 lakosa volt. Trianonig Varasd vármegye Zlatari járásához tartozott.
2001-ben 396 lakosa volt.